# Real Time Kinematic
Real Time Kinematic (RTK, в переводе с англ. — «кинематика реального времени») — совокупность приёмов и методов получения плановых координат и высот точек местности сантиметровой точности с помощью спутниковой системы навигации посредством получения поправок с базовой станции, принимаемых аппаратурой пользователя во время съёмки. Является одним из методов DGPS.

## Принцип работы
Радиосигнал со спутника при передаче подвергается различным искажениям. Выделяют три основных причины искажения сигнала: атмосферные неоднородности (ионосферные и тропосферные основные из них), помехи от стационарных и подвижных объектов, а также переотражение сигнала или многолучевость. С помощью GNSS-сигналов можно определить положение приёмника на поверхности Земли с дециметровой точностью. Однако из-за искажений без применения специального оборудования реальная точность позиционирования обычно измеряется в метрах или десятках метров (в зависимости от широты, количества видимых спутников и других условий). Искажения могут быть существенно уменьшены с помощью дополнительной наземной инфраструктуры — систем дифференциальной коррекции.
Для получения поправок используются Измерения фазы несущей GNSS-сигналов одновременно на двух GNSS-приёмниках. Координаты одного из приёмников (базового, неподвижного) должны быть точно определены (например, он может быть установлен на пункте государственной геодезической сети); он передает по каналу связи (радиомодем, gsm-модем, интернет и др.) набор данных, называемых поправками. Поправки, полученные станцией, и спутниковый сигнал обрабатывается ПО в соответствии с программными алгоритмами и накопленной статистикой спутниковых эфемерид. После чего на второй приемник (подвижный, «ровер») с базовой станции передается дифференциальная поправка, уточняющая спутниковый сигнал.
Ровер может воспользоваться этими данными для точного определения местоположения (до 1 см в плане (1 cm + 1 ppm) и 2 см по высоте) на расстояниях до 30 км от базового приёмника. Для передачи поправок используются радиомодемы, интернет и так далее. В настоящее время метод RTK используется на частотах L1, L2.
Полевые базовые станции передают сигналы DGPS обычно через УКВ-радиомодем или через операторов сотовой связи. При использовании радиосигналов метрового диапазона холмистая и горная местность обычно не влияет на приём сигнала. Однако сигналы не доходят до глубоких каньонов, расположенных далеко от базовых станции и в сильно залесённой местности. А так же ограничивается наличием вышек сотовой связи, в случае использования GSM-модема.

## Формат передачи поправок

### RTCM
Поправки могут передаваться в формате RTCM SC-104 (коды сообщений 3, 18-21, 32, 1003—1008), CMR и CMR+, RTCA, ATOM. Требуемая скорость передачи — 2400 бит/с и более, задержка передачи — не более 0,5—2 секунд. Для обычного DGPS достаточно было скоростей 200 бит/с и задержек до 10 с, для потоков информации в формате SSR требуется гораздо больше.
Начиная с версии 3.0 стандарт RTCM SC-104 включает возможность передачи RTK-поправок для системы ГЛОНАСС.. Версии 2.3 и последующие 3.х не совместимы, поэтому существуют параллельно.
Версии 3.1 поддерживает различные форматы данных базовых станций RTK-Network (VRS, FKP и MAC), а также SSR-сообщения (точные эфемериды и параметры ухода часов).
В версии 3.2 (февраль 2013) добавляется сообщения Множественных Сигналов (Multiple Signal Messages (MSM)). Формат MSM позволяет приемнику использовать все спутниковые системы. Сообщения включают компактные и полные сообщения для псевдодальностей, фазовых измерений, отношения несущей (сигнала) к шуму (стандартное и высокое разрешение), частоту фазовых измерений.
В октябре 2016 года вышла версия RTCM 3.3 (обозначение RTCM 10403.3) в которой к принятым сообщениям для систем GPS, ГЛОНАСС, Galileo и QZSS добавлено BeiDou (BDS), а также объединены все предыдущие дополнения версий 3.х.
Форматы RTCM Традиционно подразделяются на две категории: Observation State Representation (OSR) и State Space Representation (SSR) Эти группы используют различные методы, механизмы доставки и основные технологии для решения одной и той же проблемы.

### Trimble
Compact Measurement Record (CMR) — достаточно старый формат, он содержит информацию только от спутников GPS L1/L2. Разработан Trimble в 1992, как метод передачи данных кодовой и несущей фазовой коррекции в компактном формате от базовых станций GPS к GPS-роверам для съемки RTK GPS.
CMR+ — второе поколение CMR Trimble. Он имеет более компактную структуру сообщений, чем CMR. GPS-часть этого протокола изначально была собственностью Trimble, но позже была открыта и стала широко используемым стандартом.
CMRx был разработан в 2009 году для поддержки претерпевших значительные изменения созвездий GNSS. Цель CMRx состояла в том, чтобы улучшить время инициализации, охватить дополнительные созвездия ядра GNSS, иметь дело с новыми сигналами GNSS и улучшить производительность в городских условиях и c «закрытым небом»..
RTX — собственный формат Trimble, который использует спутники связи для передачи данных коррекции RTK на ровер, а не наземные радиостанции или сотовые сети. Поток данных фактически является данными коррекции CMRх. Улучшенное сжатие данных CMRх чрезвычайно важно для спутниковой системы, поскольку пропускная способность на спутнике довольно дорогая. Как и в случае с CMRх, это доступно только на приемниках Trimble..

### RTCA
Technical Commission for Aeronautics (RTCA) — формат разработанный Радиотехнической комиссией по аэронавтике США.

### John Deere
NCT — собственный формат данных коррекции компании John Deere. В 1999 году, когда точное сельское хозяйство только начало развиваться, John Deere приобрела производителя GNSS NavCom. Сегодня компания производит приемники как для сельского хозяйства, так и для других отраслей промышленности. Формат является аутентичным и поддерживается только приемники John Deere..

## Конфигурации транслирующих источников

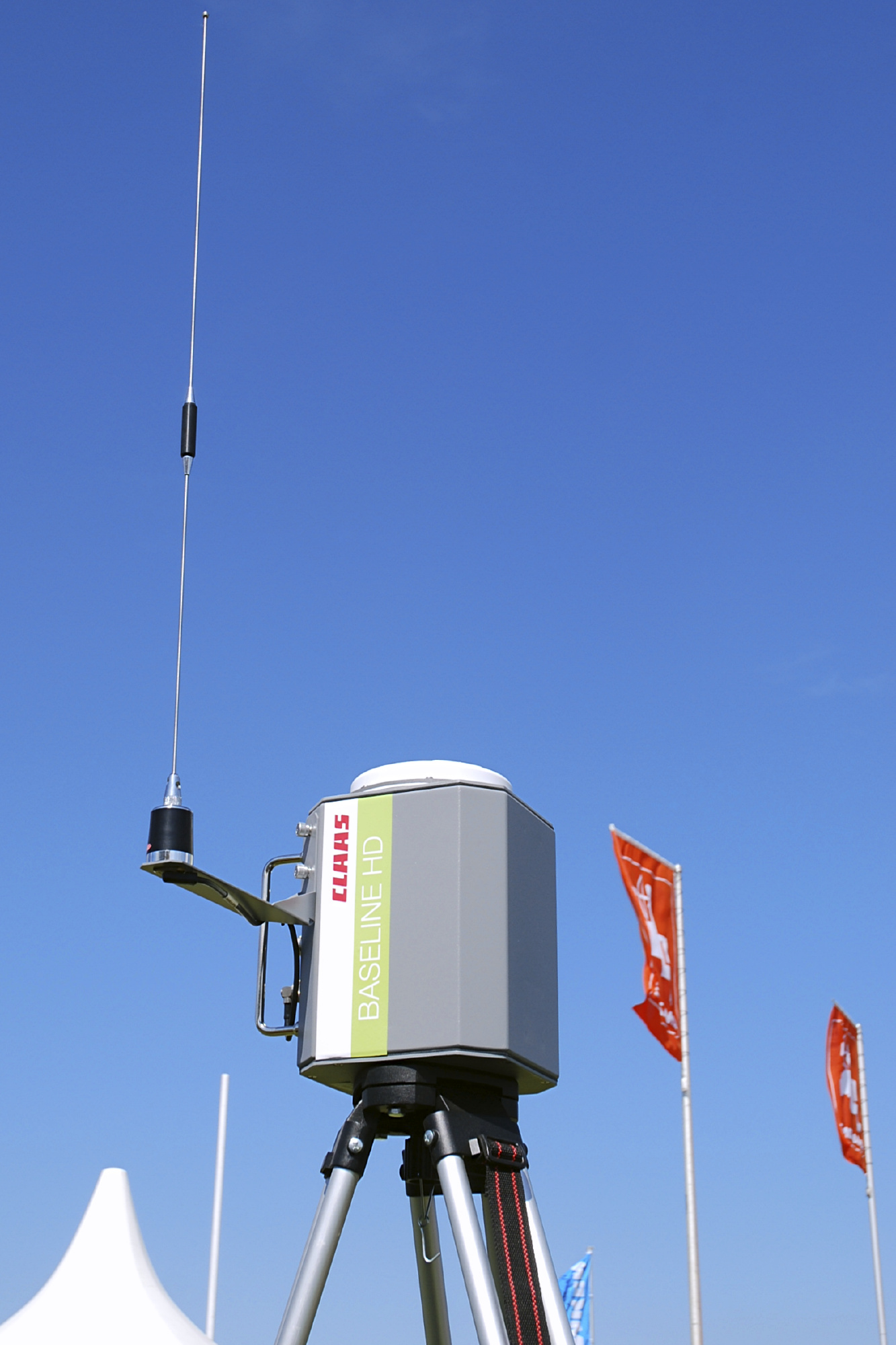
Одиночная база RTK

### Single Base RTK
Single Base RTK (в переводе с англ. — «Одиночная база RTK») — базовая станция работающая в режиме RTK состоящая из 1 опорного приемника, микропроцессора и радио модема на УКВ. Может быть мобильной для целей геодезии и в редчайших случаях стационарной для целей навигации. Охват ограничивается локальными территориями до 40 км, от одиночной станции. По мере увеличения расстояния от базы — уменьшенная способность разрешать неоднозначности, что влияет на точность определения положения подвижного ровера. Точность достигает в плане: 0.01 m +/-0.5 ppm, и по вертикали: 0.02 m +/-1.0 ppm. Или 12 мм в плане и 60 мм по высоте, на максимальном удалении от базы.

### Network RTK
Network RTK или Multiple reference station (в переводе с англ. — «множественные опорные станции») — Математическая модель конфигурации объединяющей в сеть 2 и более опорных GNSS-приемников (ОП), соединенных через линии связи (IP-адрес (интернет) или линии сотовой связи формата GSM) в единый комплекс. Опорные приемники непрерывно передают свои индивидуальные спутниковые наблюдения на сервер. Программное обеспечение сети точно разрешает неоднозначности спутников, которые наблюдаются опорными приемниками (ОП). Максимальное расстояние между OП не более 70 км друг от друга.
Концепция RTK-Network применяется при создании Систем Дифференциальной коррекции в 2-х вариантах: геодезические системы СТП (Система Точного Позиционирования) и Контрольно-корректирующая станция (ККС) для навигационных систем. Обе конфигурации предполагают наличие центрального сервера (мощного процессора) для вычисления поправок и линий связи для сбора информации.
Концепция RTK-Network позволяет моделировать (ожидать) основные ошибки на различных по площади областях с различным качеством (точностью).

#### Контрольно-корректирующая станция (ККС)

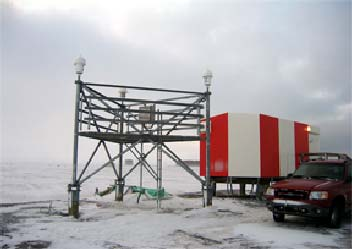
ККС системы WAAS с 3-мя опорными приемниками

Контрольно-корректирующие станции или станции сбора измерений, представляющие собой комплекс высокоточной навигационной аппаратуры, спроектированный в избыточной конфигурации. Традиционно ККС содержит 2 и более опорных станции установленные в точках с известными координатами, что гарантирует надежность и автономность в случае сбоев и достоверность собираемой информации.

#### Системы точного позиционирования
Системы точного позиционирования, состоящие из референцных станций, представляют собой единую сеть. Данные, получаемые со станций, стекаются в вычислительный центр, включающий как соответствующие аппаратные, так и программные средства. Средства связи референцных станций обеспечивают постоянную передачу в вычислительный центр данных, которые автоматически архивируются и преобразовываются в формат RINEX. После формирования дифференциальных поправок средства связи вычислительного центра транслируют их авторизированным пользователям, работающим в режиме RTK. Такие системы развернуты в Германии, Швейцарии, Нидерландах, Франции, Дании, Швеции.. На территории России полностью охвачены Москва и Московская область, Санкт-Петербург и Ленинградская область, Свердловская и Самарская области. г. Севастополь и Калининград (с областью). 90 % покрытие имеют — Краснодарский край, республики Крым, Татарстан, Удмуртия и Чувашия, Омская и Воронежская, Курганская и Ростовская области. На 2019 год в России были представлены более 6 крупных компаний предлагающие услуги СТП (RTK-Net, PrinNet, Тopnet, SmartNet, eft-cors,ССТП БТИ) использующие оборудование различных фирм. Сети конкурируют и взаимодействуют на паритетных основах.

### Методы вычисления поправок в сетевых решениях (Network RTK)
Сегодня, RTK сети, реализуют различные методы для создания точной корректировки, такие как, MAX и i-MAX, VRS или VBS и FKP

##### MAX и i-MAX
MAX и i-MAX (Master-Auxiliary corrections в переводе с англ. — «Мастер-вспомогательные поправки») Метод базируется на одноименной концепции МАС (Master Auxiliary Concept), предложенной совместно фирмами Leica Geosystems и Geo++ в 2001 г. Индивидуальные MAX (i-MAX) был разработан, чтобы поддержать старые приемники, которые не могут принимать поправок типа MAX.
Концепция заключается в корректировке координат ровера через ближайшую (условно главную мастер-станцию). Такая концепция позволяет роверу проявлять большую гибкость — ровер может всегда отслеживать RTK решение и менять свои расчёты в процессе движения.
Информация о поправках собирается с сети (нескольких завязанных на один сервер базовых станций) обрабатывается специализированным ПО, передается пользователю. Таким образом поправки MAX и i-MAX связывают базовый приемник с ровером и линия может быть измерена повторно.

##### VRS или VBS
VRS (Virtual Reference Station в переводе с англ. — «виртуальная референцная станция») или VBS(Virtual Base Station в переводе с англ. — «виртуальная базовая станция») — Метод виртуальной базовой станции разработан компанией Terrasat в конце 1990 годов. Данный метод также как и методы МАХ формирует поправки, симулируя RTK в режиме одиночной базовой станции — ровер передает на сервер приближенные координаты собственного положения (GGA сообщение), сервер автоматически генерирует условную (виртуальную) базу на расстоянии 10-15 метров от ровера, задав весовую оценку для каждой референц-станции как функцию расстояния до области работ (приемника принимающего поправки). Затем, с помощью специализированного ПО, запускается режим генерации поправок от виртуальной станции. Ровер начинает работу уже от виртуальной станции. В результате, получается один набор дифференциальных поправок, оптимизированный для данного района работ. Что не гарантирует единство измерений, а неоднократная генерация базовых станций посредством включения/выключения ровера приводит к скачкам положения. Однако VRS, позволяет достигать субсантиметровой точности на относительно больших расстояниях — 50-70 км в реальном времени, в равномерной по всей площади сети.
Преимущества VRS или VBS.
- VBS обеспечивает высокую точность определения координат для больших областей
- VBS является очень надёжной системой, не зависящей от одной референц-станции
- Отсутствие «скачков» позиционирования при переключении от одной референц-станции к другой (при постоянно включенном приемнике)[22].

##### FKP
FKP (Flächen Korrektur Parameter в переводе с нем. — «метод площадных поправок»)) — Данный метод подразумевает расчет дифференциальных поправок на площади, охваченной несколькими базовыми станциями (площадь ожидаемых решений). Без учета предварительного положения подвижного спутникового приемника. Для предоставления поправок используется полином линейной области. Он относится к поверхности, которая определяется как параллельная эллипсоиду WGS-84 по высоте опорной станции то есть псевдодиапазона мобильного ровера. Из множества координат относящихся к сектору поверхности (площади ожидаемых решений) выбираются те, что соответствуют разности фазы несущей L1 и L2 частот соответственно можно вычислить псевдодиапазон, скорректированный на позиционно-зависимые ошибки.

### Wide Area RTK (WARTK)
В конце 1990-х годов исследовательская группа астрономии и Геоматики (gAGE) из Технического университета Каталонии (UPC) предложила концепцию Wide Area RTK для решения ряда проблем. Основанную на разрешении неоднозначности фазы несущей в реальном времени. Которая позволяет расширить локальные службы, до широкого масштаба (то есть увеличить охват базовые линии между ровером и базовой станцией до 100 км), как для двух частотных, так и для мультисистемных приемников (одно частотные приемники, принципиально исключены). Методика основана на оптимальном сочетании точных ионосферных и геодезических моделей в сети постоянно действующих опорных станций. Основным фактором, ограничивающим расширение дальности действия метода RTK за пределы в нескольких десятков километров, является дифференциальная ионосферная коррекция между ровером и ближайшей опорной станцией ГНСС. Такая коррекция препятствует распространению неоднозначность в реальном времени, а следовательно, и поддержанию соответствующей точной навигации на субдециметровом уровне. То есть основные ошибки отсекаются. Основной погрешностью остается ионосферная и ее корреляции, смягчение которых становится главной проблемой, требующей решения, имеющая невесомое значение на фоне прочих. Метод был продемонстрирован на реальных данных, но до сих пор не был развернут, несмотря на то что, он увеличивает охват до 500—900 километров от базовой станции и в результате требуется в 100—1000 раз меньше приемников, охватывающих данный регион.

## Методы передачи поправок

### UHF (УКВ)
Передача поправок с производится, через радио канал (на частотах 410—470 МГц для большинства устройств). База может быть как установлена на точку (пункт) с известными координатами так и её координаты могут быть автономно, с осреднением координат на некотором временном интервале (обычно несколько минут). Во втором случае работа осуществляется с помощью калибровки участка работ по известным точкам в полевом ПО контроллера используемым для работы с роверным приёмником. Встроенные в базовые приёмники радиомодемы имеют мощность до 4-5 Вт и комплектуются компактными (до 30 см) антеннами для работы на небольших расстояниях. Для увеличения дальности работы применяют внешние радиомодемы мощностью до 35-40 Вт с отдельным питанием и бо́льшими по размеру антеннами (до нескольких метров), как правило на отдельном основании.
Достоинства:
- при работе в дали от населённых пунктов с покрытием сотовой связи, является единственно-возможным вариантом работы;
- нет необходимости в сторонних организациях.

Недостатки:
- радиус действия ограничен дальностью которую может обеспечить радиомодем с учётом места его установки и особенностей местности;
- возможен конфликт сообщений при работе более чем одной станций на одном канале.

### С использованием GSM
GSM — связь может быть обеспечена через: внутренний терминал приёмника, внешний терминал подключаемый к приёмнику через RS-232, через терминал полевого контроллера(актуально для ровера).

#### CSD
CSD (Circuit Switched Data в переводе с англ. — «Данные с Коммутацией Каналов»). Передача поправок с базовой станции производится напрямую, посредством «дозвона» ровера на номер сим-карты установленной в GMS терминале этой базы. До 2010 года пользовался популярность, но после 2010 сотовые операторы постепенно начали прекращать поддержку данного сервиса, оставляя его на одном из тарифов для IoT-устройств.
Достоинства:
- радиус действия ограничен покрытием сети;
- относительная простота настройки оборудования — требуется ввести телефонный номер базы.

Недостатки:
- на 2020 год необходимость заключать дополнительный договор с оператором сотовой связи или переходить на тариф с поддержкой данного сервиса;
- в отличие от других вариантов, работа с базой одномоментно возможна только с одного ровера.

### С использованием Интернет и GPRS

#### NTRIP
NTRIP (Networked Transport of RTCM via Internet Protocol в переводе с англ. — «Сетевой транспорт RTCM по интернет-протоколу»). Представлен в сентябре 2004 Немецким агентством картографии и геодезии (German Federal Agency for Cartography and Geodesy (BKG)) и дортмундским Университетом Компьютерных Технологий (Dortmund University Department of Computer Science DUDCS). Передача поправок с базовой станции производится через компьютер с белым (статическим) IP-адресом на котором установлен специальное ПО. Описание протокола определяет 4 базовых компонента системы:
- mountpoint (точка доступа или источник поправок) — сам приёмник работающий в режиме база и генерирующий RTCM поправки;
- NTRIP-server (сервер) — осуществляет доставку пакетов от источника до кастера. Для разграничения доступа используется комбинация точка доступа и пароль;
- NTRIP-caster (кастер) — компонент системы отвечающий за коммутацию пакетов между базой и роверами. По сути это HTTP-сервер, поддерживающий некоторые HTTP-сообщения типа запрос/ответ, и настроенный для потоковой передачи данных с низкой пропускной способностью (от 50 до 500 байт/сек. на поток);
- NTRIP-client (клиент) — осуществляет забор пакетов с поправками посредством запроса на IP-адрес: порт кастера c указанием точки доступа (mountpoint) имени пользователя и пароля.

Существуют приёмники с интегрированным функционалом кастера, которые могут обеспечить небольшое число роверов (обычно до 10-30). Как правило устанавливаются стационарно подключаясь к сети интернет через роутер с настройкой переадресации портов, на которых настроен кастер, и прямым IP адресом.
Существуют интернет-сервисы предоставляющие функционал кастера с интуитивно понятной настройкой. Для работы потребуется своя или «дружественная» база с GSM и свой ровер, и небольшая абонентская плата (сопоставимая со стоимостью интернет тарифа мобильного оператора).
Достоинства:
- радиус действия ограничен зоной покрытия интернет;
- возможно построение разветвлённой сети с автоматическим выбором ближайшей базовой станции на основе текущих координат ровера;
- существуют сети передачи поправок покрывающие значительные территории и требующие для работы конечного пользователя только одного ГНСС-приёмника — ровера;
- возможна передача сообщений RTCM 1021—1027 от сети поправок позволяющих определить параметры местной системы координат конечному пользователю.

Недостатки:
- присутствие в отличие от CSD или радио есть третий компонент — кастер и 2 канала передачи данных что несколько снижает надёжность всей системы;
- высокая сложность настройки полного собственного решения (caster+server+client) если приёмник не оснащён кастером.

### TCP
Аналогично NTRIP но отсутствует возможность управления потоками данных. В интернете стоит HTTP-подобный сервер способный принимать и отправлять данные по одному или нескольким портам без какого-либо разбора передаваемой информации.
Достоинства:
- простота настройки;
- радиус действия ограничен зоной покрытия интернет.

Недостатки:
- отсутствие какого либо контроля за маршрутизацией и доступом;
- присутствует (в отличие от CSD или радио) третий компонент — кастер и 2 канала передачи данных что несколько снижает надёжность всей системы.

### APIS
Аналогично NTRIP, но передача поправок с базовой станции производится через интернет-сервис компании CHC.
Достоинства:
- радиус действия ограничен зоной покрытия интернет;

Недостатки:
- присутствует (в отличие от CSD или радио) третий компонент — интернет-сервис и 2 канала передачи данных что несколько снижает надёжность всей системы;
- работает только с оборудованием компании CHC;
- работа предполагает обязательное наличие 2-х приёмников компании CHC (и только компании CHC) у конечного пользователя — и базы и ровера.
- возможна потеря работоспособности в случае прекращения существования компании CHC или по решению её очередного руководства.

## Применение
RTK технология используется в большом количестве отраслей промышленности: в геодезии и земельном кадастре, строительстве, точном земледелии, мониторинге промышленных подвижных объектов и объектов капитального строения, высокоточной навигации (на земле, на воде и в воздухе).

## Преимущества
Основным преимуществом режима является возможность получения координат с точностью до ~1 см в плане и до ~1,5 см по высоте в реальном времени.

## Ограничения
RTK не работает при видимости менее 5 одних и тех же GPS-спутников одновременно на базе и на ровере.  От исходных спутников. В виду чего RTK работать не может в глубоких каньонах, а также на застроенной территории при присутствия отражённого сигнала.
и
Стабильная работа RTK не гарантируется далее 20-30 км от базы (сам метод DGPS работает в небольшой области базы, обусловленный примерно однородным состоянием атмосферы).
Во время геомагнитных бурь может отсутствовать фиксированное решение (фиксированное решение — разрешены все фазовые неоднозначности — целое количество длин волн на линии спутник-приёмник). Так как метод RTK основан на фазовых измерениях псевдодальностей, даже при соблюдении идеальных условий видимости спутников и небольшом расстоянии база-ровер.